# Kawa
Pel partit polític de Turquia vegeu: Partit Revolucionari-Kawa
Kawa (Gematen) fou una ciutat de Núbia, uns 10 km al sud de Dongola, on s'han fet importants troballes, especialment les restes d'un temple bastit en temps de Akhenaton, l'estela del rei de Napata-Meroe Irike-Amanote (431-405 aC), i el temple d'Amon construït pel rei Taharqa entre el 684 i el 680 aC, entre molts altres objectes. El temple es pot visitar actualment (2005)